# 十年一梦
《十年一梦——前上海市委书记徐景贤文革回忆录》是徐景贤的文化大革命回忆录，2003年出版。2013年11月由星克尔出版公司出版《文革名人徐景贤最后回忆》（原拟书名《十年一梦续》），附录有《上海一月革命大事记》。

## 评论
- 柳孚三：“通读全书，都是过五关斩六将的业绩，有王洪文的错、王秀珍的错，甚至有江青、马天水的错，就是没有徐景贤的错。”[2]
- 胡平：“作者把自己文革十年的经历比作一场梦，那么在执笔写作此书时当然是梦醒了，以作者的才气、知识和阅历，读者有理由满怀期待，想看看作者有多少反思与醒悟。可是在这一点上，作者令读者大失所望。”[3][4]
- 丁学良：“《十年一梦》，外界反应不差。但其时徐并不知道上帝还允许他在人间逗留几许，所以很多事不敢揭露，很多话不敢直言。临终前不久的文稿却很不一样，直率得多，智慧得多。”[5]
- 贺越明：曾被徐景贤批判的巴金也有著作名为《十年一梦》，“梦醒以后，这两位亲历者都难忘梦境，但所感所悟天差地别，显非‘一’梦，是‘异’梦。”[6]